# Epidius bazarus
Epidius bazarus là một loài nhện trong họ Thomisidae.
Loài này thuộc chi Epidius. Epidius bazarus được Benoy Krishna Tikader miêu tả năm 1970.